# Chrysina taylori
Chrysina taylori är en skalbaggsart som beskrevs av Moron 1990. Chrysina taylori ingår i släktet Chrysina och familjen Rutelidae. Inga underarter finns listade i Catalogue of Life.